# Le Déluge
Le Déluge är en kommun i departementet Oise i regionen Hauts-de-France i norra Frankrike. Kommunen ligger i kantonen Noailles som tillhör arrondissementet Beauvais. År 2018 hade Le Déluge 564 invånare.

## Befolkningsutveckling
Antalet invånare i kommunen Le Déluge
| Referens: INSEE |